# 第235機械化歩兵旅団 (人民解放軍陸軍)
第235機械化歩兵旅団（だい235きかいかほへいりょだん、第235机械化步兵旅）は、中国人民解放軍陸軍の旅団の1つ。第27集団軍に所属する。旧第79師団だが、旅団改編の際、「済南第一団」の称号を有する配下の第235連隊のナンバーが取られた。

## 歴史
膠東八路軍の部隊を前身とする。国共内戦中、萊蕪戦役、泰蒙戦役、孟良崮戦役、南麻臨朐戦役、膠東保衛戦、膠高追撃戦、萊陽保衛戦に参加した。
- 1948年 - 済南戦役中、第25師第73団（後の第235団、現第235旅第1営）は、東南部から市内に突入し、中国共産党中央軍事委員会から「済南第一団」の称号を授与された。後に、淮海戦役、渡江戦役、上海戦役に参加。
- 1950年代 - 朝鮮戦争に参加。柳潭里地区において、アメリカ第1海兵師団と交戦。
  - 第5次戦役 - 東部戦線で突撃任務を遂行し、米韓軍の防衛線を突破した。後に金城防御作戦に参加。
- ？ - 帰国後、無錫に駐屯
- 1969年 - 珍宝島事件後、北上し、河北省邢台に駐屯
- 1987年 - 老山地区（中越戦争）に転戦し、大戦果を挙げた。第235団第4連（現第235旅第1営第2連）は、中央軍事委員会から「老山作戦堅守英雄連」の称号を授与された。
- 1998年 - 軍縮により第79師は旅団に縮小され、第235旅に改編された。
- 2002年 - 歩兵戦闘車を装備され、機械化歩兵旅団となった。

## 編制
旅団は、4個装甲歩兵大隊、2個戦車大隊、1個砲兵連隊から成る。（）内は、中国語名、名誉称号の順。

### 旅団直属部隊
- 警衛・偵察中隊　（警偵連）
  - 警衛小隊　（警衛排）
  - 武力偵察小隊　（武偵排）
  - 儀偵小隊　（儀偵排）
- 自動車中隊　（汽車連）
- 旅団衛生隊　（旅衛生隊）
- 教導隊
- 指揮自動化工作站
- 装備技術・後勤倉庫

### 装甲歩兵大隊
装甲歩兵大隊（装甲歩兵営）は、第1～第4の番号が振られる。各大隊は、3個装甲歩兵中隊、1個装甲歩兵砲兵中隊から成る。装甲歩兵中隊は、装甲兵員輸送車又は歩兵戦闘車 x 10両を装備する。装甲歩兵砲兵中隊は、100mm砲小隊、82mm無反動砲小隊、35mm自動擲弾発射機小隊から成り、各小隊は各々4門を装備する。
- 第1装甲歩兵大隊　（旧第235団）
  - 第2中隊　（第2連、老山作戦堅守英雄連）
- 第2装甲歩兵大隊
- 第3装甲歩兵大隊
- 第4装甲歩兵大隊

### 戦車大隊
戦車大隊（坦克営）は、第1、第2の番号が振られる。各大隊は、4個戦車中隊から成り、中隊は、戦車 x 10両を装備する（大隊長車を含めて、1個大隊で計41両）。
- 第1戦車大隊
- 第2戦車大隊

### 砲兵連隊
- 指揮中隊
  - 偵察小隊
  - 測地小隊
  - 通信小隊
- 第1砲兵大隊　（地砲1営） - 152mm榴弾砲 x 18門
- 第2砲兵大隊　（地砲2営） - 122mm榴弾砲 x 18門
- 高射砲大隊　（高砲営）
  - 2個高射砲中隊
  - 1個防空ミサイル中隊
- 対戦車大隊　（反担克営） - 100mm滑空砲とHJ73の混成
- ロケット砲中隊　（火箭砲連） - 122mmロケット砲 x 6門

### その他
- 工兵・化学大隊　（工化営）
  - 化学防護中隊　（防化連）
  - 地雷爆破中隊　（地雷爆破連）
  - 架橋中隊　（道橋連）
- 通信大隊
  - 通信中隊
  - 無線電中隊
- 修理大隊
  - 第1修理中隊
  - 第2修理中隊